# Mundijong
Mundijong è una città situata nella regione di Peel, in Australia Occidentale; essa si trova 40 chilometri a sud di Perth ed è la sede della Contea di Serpentine-Jarrahdale. Al censimento del 2006 contava 877 abitanti.